# Легар, Хью
Хью Суинтон Легар (англ. Hugh Swinton Legaré; 2 января 1797, Чарлстон, Южная Каролина — 20 июня 1843, Бостон) — американский юрист и политик. С 1841 по 1843 год являлся Генеральным прокурором США.

## Жизнь и карьера
Легар родился в городе Чарльстон штата Южная Каролина, США, в семье гугенотов и шотландцев.
До того момента, как ему исполнилось пять лет, он был вакцинирован и пережил побочные эффекты, вызвавшие задержку развития, в частности задержку развития ног; и он не мог играть с детьми своего возраста. Отчасти поэтому Легар был прилежным студентом. Он был президентом литературного Клариософского общества в Колледже Южной Каролины, который он окончил в 1814 году с лучшими оценками в своём классе и с репутацией за свою образованность и красноречие.
После окончания учёбы он три года изучал право. В 1818 и 1819 годах работал в Париже, Франция, и Эдинбурге, Великобритания, а в 1822 году был принят в адвокатскую палату Южной Каролины.
Проработав некоторое время в Чарльстоне, он стал членом Палаты представителей Южной Каролины, прослужив там с 1820 по 1821 год, а затем снова с 1824 по 1830 год. Он также основал журнал «Southern Review» и был его редактором в период с 1828 и 1832 год.
С 1830 по 1832 год Легар был Генеральным прокурором Южной Каролины, поддерживал права штатов, но при этом решительно выступал против аннулирования федеральных законов во время Таможенного кризиса 1832 года. С 1832 по 1836 год служил поверенным в делах в Брюсселе. В 1838 году он был избран членом Американского философского общества.
Легар был избран в 25-й Конгресс США от Демократической партии, но не смог переизбраться на следующий срок. В 1841 году Президент США Джон Тайлер назначил его Генеральным прокурором США, и в этой должности он был до самой смерти. Легар также временно исполнял обязанности Государственного секретаря США с 8 мая 1843 года до своей смерти.
Легар никогда не был официально женат. Умер 20 июня 1843 года в городе Бостон штата Массачусетс во время церемонии открытия памятника Обелиск Банкер-Хилл. Сначала он был похоронен на кладбище Маунт-Оберн в городе Кембридж, Массачусетс, а затем был повторно похоронен на Кладбище Магнолия в Чарльстоне.  Куттер USCGC Legare был назван в его честь.